# Augusta Brito
Augusta Brito de Paula (Fortaleza, 27 de maio de 1976) é uma enfermeira e política brasileira. Filiada ao Partido dos Trabalhadores (PT), exerce o cargo de senadora pelo estado do Ceará, tendo sido eleita em 2022 na chapa de Camilo Santana como sua primeira suplente e assumido após ele tornar-se ministro da Educação, licenciando-se em 2024. Anteriormente ocupou uma prefeitura e uma secretaria municipal, e foi eleita e reeleita deputada estadual em 2014 e 2018.

## Biografia
A enfermeira e bacharela em Direito, Augusta Brito, nasceu na capital cearense Fortaleza em 27 de maio de 1976. Filha de Augusto Brito, ex-prefeito da cidade de Graça, candidatou-se ao cargo em 2004 pelo Partido Popular Socialista com Murilo Alves como vice, tendo sido eleita com 62,76% dos votos válidos contra sua única adversária Iraldice Alcântara. Brito foi reeleita em 2008 pelo Partido Comunista do Brasil com o vice Pedro Neudo e, novamente derrotando Iraldice, obteve 50,32% dos votos.
Em 2013 Brito assumiu a Secretaria da Educação de São Benedito, e no ano seguinte foi eleita deputada estadual com o voto de 50 849 eleitores, número que aumentou para 67 251 ao ser reeleita em 2018. Na Assembleia Legislativa do Estado do Ceará atuou como vice-líder e primeira mulher líder do governo estadual, comandado por Camilo Santana, comandou a Procuradoria Especial da Mulher e presidiu o Comitê de Estudos de Divisas e Limites Territoriais do Ceará.
Em 2022 Brito filiou-se ao Partido dos Trabalhadores e foi a primeira suplente da candidatura ao Senado Federal pelo Ceará de Camilo Santana, eleito com 3 389 513 votos. Após a eleição Camilo foi nomeado ministro da Educação pelo presidente Luiz Inácio Lula da Silva a partir de janeiro do ano seguinte e licenciou-se da vaga de senador, passando-a para Brito no dia 2 de fevereiro. Integrou nove comissões, sendo titular nas de Constituição e Justiça, Assuntos Econômicos, Educação, Serviços de Infraestrutura e Direitos Humanos e suplente nas de Segurança Pública, Ciência e Tecnologia, Desenvolvimento Regional e Agricultura e Reforma Agrária. Em abril de 2023 foi convidada a participar da delegação de uma missão oficial de Lula na China.
Em 2 de abril de 2024, Brito licenciou-se do cargo de senadora por até 120 dias para assumir no dia 8 a Secretaria da Articulação Política do governo do Ceará em substituição a Waldemir Catanho, que concorrerá a prefeito de Caucaia pelo PT, tendo sido a primeira mulher a assumir a função. Janaína Farias, segunda suplente de Camilo, também do PT, entrou em seu lugar. Retornou ao Senado em agosto de 2024.

## Controvérsias

### Contas desaprovadas
Em 2022, a então deputada Augusta Brito foi incluída na lista do Tribunal de Contas da União (TCU) que reúne agentes "com contas julgadas irregulares com implicação eleitoral", as quais referem-se a condenações já transitadas em julgado naquela Corte. As contas em questão são do período em que Augusta foi prefeita de Graça, entre 2005 e 2012. Segundo o TCU, houve irregularidade na aplicação de recursos de convênios com o Fundo Nacional de Saúde. Na ocasião, o partido Republicanos entrou com um pedido de impugnação da candidatura de Augusta Brito, com base na Lei da Ficha Limpa.

### Auxílio emergencial
Em 2020, uma filha da então deputada Augusta recebeu indevidamente o auxílio emergencial do Governo Federal. Na ocasião, Augusta pediu desculpas em nome da filha e afirmou que o dinheiro seria devolvido integralmente.